# Potzbergturm
Der Potzbergturm ist ein 35 m messender Aussichtsturm auf dem 562 m hohen Potzberg im Gemeindegebiet von Föckelberg im Landkreis Kusel (Rheinland-Pfalz), der nach seiner Errichtung mehr als 40 Jahre auch als Sendeturm diente.

## Geschichte

### Erste Holztürme
Auf dem Potzberg gab es in der Vergangenheit schon mehrere Aussichts- bzw. Beobachtungstürme. Im Jahre 1815 existierte ein Schon zur Zeit Napoleons wurde ein hölzerner Observationsturm gebaut, der 1815 erwähnt wurde und dem später zwei weitere Holztürme folgten. Der Letzte dieser Türme wurde schließlich abgetragen, nachdem er durch einen Sturm schwer beschädigt worden war.

### Moserturm
Im Jahr 1893 wurde dann der achteckige und etwas über 12 m hohe steinerne Moserturm errichtet, der nach dem am Potzberg wirkenden Forstamtassessor Johann Baptist Moser benannt wurde. Er überstand beide Weltkriege und wurde 1947 wegen hoch gewachsener Bäume mit einem Gerüst erhöht, das aber nach wenigen Jahren auch keine Sicht mehr bot. 1951 wurde der Moserturm schließlich abgetragen, um einen neuen Turmbau zu ermöglichen.

### Heutiger Turm

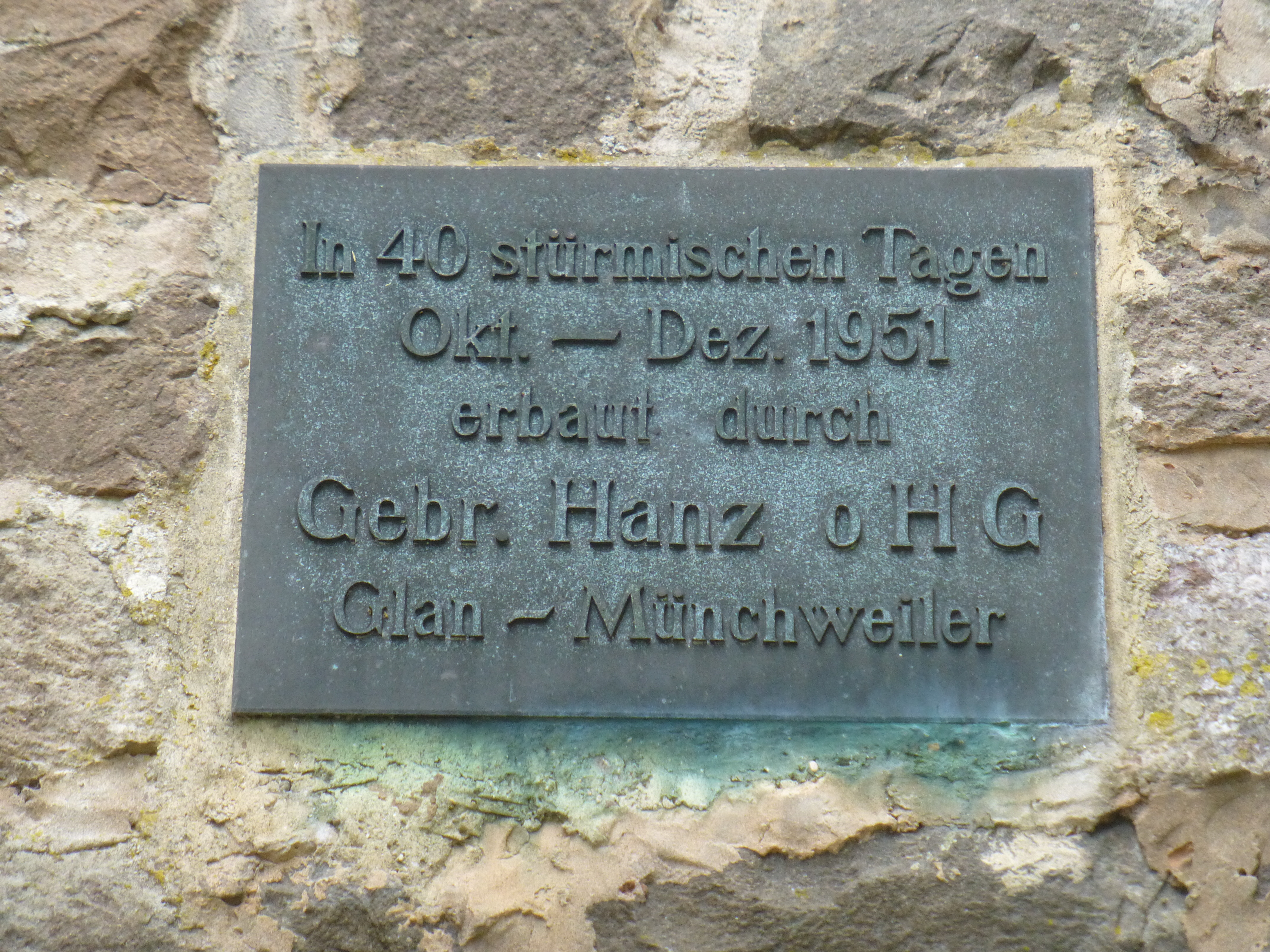
Widmungstafel von 1951
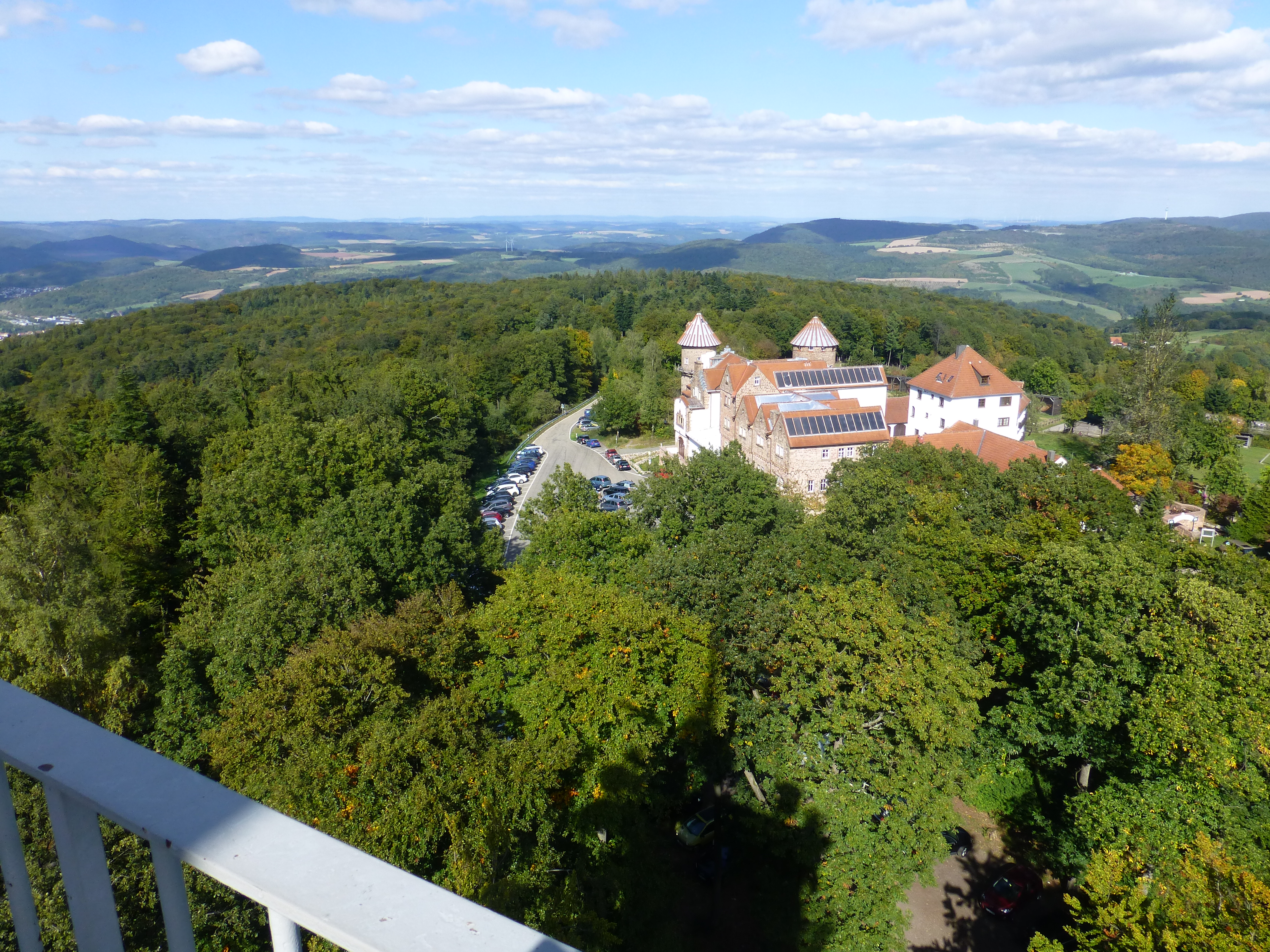
Blick von der Aussichtsplattform

Der heutige gemauerte Potzbergturm ist 35 m hoch und besitzt eine Grundfläche von 4 × 7 m. Der Rohbau aus behauenen Sandsteinen wurde zwischen dem 13. Oktober 1951 und dem 2. Dezember 1951 durch die Baugesellschaft Gebr. Hanz aus Glan-Münchweiler errichtet, den Innenausbau aus Holz führte anschließend der Zimmereibetrieb Alfred Cattarius aus Bedesbach durch. Das Bauwerk wurde am 13. Juli 1952 eingeweiht.
Der Zugang zum Turm befindet sich an seiner Südostseite. Eine Holztreppe mit 165 Stufen führt über zehn Beton-Podeste zu einer Zwischendecke, auf deren Höhe außen am Turm auf einer Betonplatte und einem L-förmigen Metallgitter bis 2017 verschiedene Antennen angebracht waren. Über eine 12-stufige Wendeltreppe gelangt man schließlich zur Ebene der Aussichtsplattform an der Nordostseite des Turms. Sie nimmt etwa die Hälfte seiner Grundfläche ein, ragt dabei leicht über die Außenmauern des Turms hinaus und liegt auf etwa 32 m Höhe. Sie ermöglicht einen Ausblick hauptsächlich von Nordwesten über Nordosten nach Südosten. Der geschlossene Überbau über dem Treppenhaus an der Südwestseite des Turms erreicht eine Höhe von 35 m.
Diese obere Plattform diente jahrelang als Standort für den Antennenträger. Mittels einer 18,5 m hohen Rundfunkantenne wurden bis in die 1990er Jahre die Hörfunkprogramme des damaligen Südwestfunks ausgestrahlt. Die Sender des heutigen Südwestrundfunks wurden dann an den nahen Standort Bornberg verlagert und die Rundfunkantenne abgebaut.
Der Potzbergturm, der im Eigentum des Landkreises Kusel steht, war von 2017 bis zum Oktober 2021 geschlossen und wurde für 500.000 Euro saniert. Die Arbeiten umfassten den Einbau einer komplett neuen Treppenanlage, die Sanierung der Balkone und der Aussichtsplattform sowie die Erneuerung von Geländern, Türen, Fenstern und der Beleuchtung. Zudem wurden bisher noch unterhalb der Aussichtsplattform befindliche Antennen auf der oberen Plattform angebracht. Seit dem 20. Oktober 2021 ist der Turm wieder für Besucher geöffnet.